# Семушин Сергій Рафаїлович
Сергій Рафаїлович Семушин (нар. 23 лютого 1954, Мари, Туркменська РСР) — радянський футболіст, захисник.
Грав за команди «Хвиля» (Хмельницький), «Говерла» (Ужгород), «Спартак» (Івано-Франківськ), «Карпати» (Львів).
Чемпіон СРСР серед школярів (1972 рік).